# Bohrov model atoma
Bohrov model atoma je sestavljen iz jedra in elektronov. Jedro atoma je sestavljeno iz pozitivno nabitih protonov in nevtronov, ki so brez naboja. Elektroni so negativno nabiti delci in se nahajajo v okolici jedra. V Bohrovem modelu se okrog jedra gibljejo po krožnici. Niels Bohr je teorijo o atomu postavil leta 1913. Desetletje kasneje je Louis-Victor Pierre Raymond de Broglie na drugačen način prišel do istih zaključkov.

## Enačbe za vodikov atom
Valovna dolžina elektrona v orbiti:
{\displaystyle \lambda ={\frac {h}{m_{0}v}}\!\,.}
Hitrost elektrona v orbiti:
{\displaystyle v={\frac {e_{0}}{\sqrt {(4\pi \epsilon _{0}m_{0}r)}}}\!\,.}
Druga enačba se vstavi v prvo in se dobi valovno dolžino elektrona v orbiti:
{\displaystyle \lambda ={\frac {h}{e_{0}}}({\frac {4\pi \epsilon _{0}r}{m_{0}}})\!\,.}
Pogoj za stabilnost orbite je:
{\displaystyle n\lambda =2\pi r_{n}\!\,,}
kjer je n = 1, 2, 3, ...
Polmer atoma je enak:
{\displaystyle r_{n}={\frac {n^{2}h^{2}\epsilon _{0}}{\pi m_{0}e_{0}^{2}}}\!\,,}
kjer je n = 1, 2, 3, ...
Bohrov polmer je enak:
{\displaystyle a_{0}=r_{1}=5,292\cdot 10^{-11}\,\mathrm {m} \!\,.}
Polmer atoma izražen z {\displaystyle a_{0}} je enak: 
{\displaystyle r_{n}=n^{2}a_{0}\!\,.}

## Izpeljava
Če se elektron v atomu giblje po orbiti s periodo {\displaystyle T\!\,}, se bo klasično elektromagnetno sevanje ponovilo za vsako orbitalno periodo. Če je sklopitev z elektromagnetnim poljem šibka, tako da orbita v enem ciklu ne razpade preveč, bo sevanje izsevano v vzorcu, ki se za vsako periodo ponovi, in bo imela Fourierova transformacija frekvence, ki so le mnogokratniki {\displaystyle 1/T\!\,}. To je klasični zakon sevanja – izsevane frekvence so celoštevilski mnogokratniki od {\displaystyle 1/T\!\,}.
V kvantni mehaniki mora biti to sevanje v svetlobnih kvantih s frekvencami, sestavljenimi s celoštevilskimi mnogokratniki {\displaystyle 1/T\!\,}, tako da je klasična mehanika približni opis pri velikih kvantnih številih. To pomeni, da mora energijski nivo, ki odgovarjla klasični orbiti s periodo {\displaystyle 1/T\!\,}, imeti sosednje energijski nivoje, ki se po energiji razlikujejo za {\displaystyle h/T\!\,}, in morajo biti med seboj na enakih razdaljah blizu tega nivoja: 
{\displaystyle \Delta E_{n}={\frac {h}{T(E_{n})}}\!\,.}
Bohra je zanimalo ali bi bilo treba razmaknitev energije {\displaystyle 1/T\!\,} najbolje izračunati s periodo energijskega stanja {\displaystyle E_{n}\!\,} ali {\displaystyle E_{n+1}\!\,}, oziroma pri nekem povprečju – tak model je samo vodilni polklasični približek.
Bohr je obravnaval krožne tire (orbite). Klasično morajo takšne orbite razpadati na manjše krožnice kadar je oddan foton. Nivojska razdalja med (krožnimi) orbitami se lahko izračuna z odgovarjajočo formulo. Za vodikov atom imajo klasične orbite periodo {\displaystyle T\!\,}, ki je po tretjem Keplerjevem zakonu velikosti {\displaystyle r^{3/2}\!\,}. Energija se skalira kot {\displaystyle 1/r\!\,}, tako da je formula za nivojsko razdaljo enaka:
{\displaystyle \Delta E\propto {\frac {1}{r^{\frac {3}{2}}}}\propto E^{\frac {3}{2}}\!\,.}
Lahko se določi energijske nivoje z rekurzivnim sestopom orbite po posamezni orbiti, pri čemer ni bližnjice.
Vrtilna količina {\displaystyle L\!\,} orbite se skalira kot {\displaystyle r\!\,}. Energija v odvisnosti od vrtilne količine je tako:
{\displaystyle E\propto {\frac {1}{r}}\propto {\frac {1}{L^{2}}}\!\,.}
Če se po Bohru privzame da so kvantizirane vrednosti {\displaystyle L\!\,} med seboj enako oddaljene, je razdalja med sosednjimi energijami enaka:
{\displaystyle \Delta E\propto {\frac {1}{(L+\hbar )^{2}}}-{\frac {1}{L^{2}}}\approx -{\frac {2\hbar }{L^{3}}}\propto -E^{\frac {3}{2}}\!\,.}
To velja za želene enako oddaljene vrtične količine. Če se sledi konstantam, bo razdalja enaka {\displaystyle \hbar \!\,}, tako da mora biti vrtilna količina celoštevilski mnogokratnik {\displaystyle \hbar \!\,}:
{\displaystyle L={\frac {nh}{2\pi }}=n\hbar \!\,.}